# Михайловка (Харабалінський район)
Михайловка  (рос. Михайловка) — село у Харабалінському районі Астраханської області Російської Федерації.
Населення становить 1150 осіб. Входить до складу муніципального утворення Михайловська сільрада.

## Історія
Населений пункт розташований на території українського етнічного та культурного краю Жовтий Клин. Від 1925 року належить до Харабалінського району.
Згідно із законом від 6 серпня 2004 року органом місцевого самоврядування є Михайловська сільрада.

## Населення
| 2002  | 2010  | 2012  | 2013  | 2014  | 2015  | 2016  |
| ----- | ----- | ----- | ----- | ----- | ----- | ----- |
| 1130  | ↗1189 | ↘1183 | ↗1184 | ↘1159 | ↗1164 | ↘1160 |
| 2017  |       |       |       |       |       |       |
| ↘1150 |       |       |       |       |       |       |